# Cazaux-Savès
Cazaux-Savès – miejscowość i gmina we Francji, w regionie Oksytania, w departamencie Gers.
Według danych na rok 1990 gminę zamieszkiwały 134 osoby, a gęstość zaludnienia wynosiła 24 osób/km² (wśród 3020 gmin regionu Midi-Pyrénées Cazaux-Savès plasuje się na 929. miejscu pod względem liczby ludności, natomiast pod względem powierzchni na miejscu 1443.).